# Maurycy Allerhand

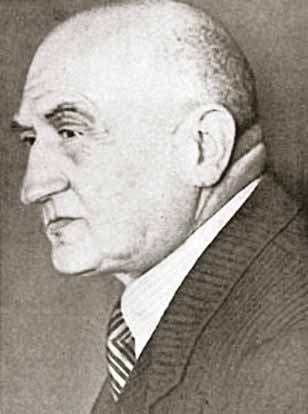
Maurycy Allerhand

Maurycy (Moses) Allerhand (* 28. Juni 1868 in Rzeszów, Österreich-Ungarn; † August 1942 im Vernichtungslager Belzec) war ein polnischer Jurist und Professor an der Juristischen Fakultät der Universität Lemberg.

## Leben
Er stammte aus einer wohlhabenden jüdischen Familie von niederem Adel. Nach dem Abschluss des Gymnasiums in Rzeszów nahm er das Studium an der Universität Wien auf. An dieser Universität wurde ihm im Jahre 1892 der Doktortitel in Rechtswissenschaft verliehen. Danach ging er nach Lemberg (heute Lvov), wo er als Rechtsanwalt tätig war und 1900 seine eigene Anwaltskanzlei gründete. Neben seiner Anwaltspraxis veröffentlichte er zahlreiche Artikel, Abhandlungen und juristische Monographien in polnischen und ausländischen Zeitschriften. Seinen Habilitationstitel auf dem Gebiet der Gerichtsverhandlung erhielt er 1909 an der Universität Lemberg nach seiner Habilitationsschrift „List in der Gerichtsverhandlung“. Er verfasste viele seiner Arbeiten u. a. auch in deutscher Sprache. 1917 wurde er zum außerordentlichen und 1922 zum ordentlichen Professoren ernannt.
Am 22. August 1919 wurde er zum Mitglied der Kommission zur Kodifikation des Polnischen Rechts und 1922 zum Mitglied des Staatsgerichtshofes ernannt. Im Jahre 1929 war er Vorsitzender der Jüdischen Gemeinde. Er hielt sich von der Politik fern und war für die volle Assimilation an Polen und polnische Nation. Gleichzeitig führte er seine Anwaltspraxis weiter und arbeitete wissenschaftlich, indem er Vorlesungen über Vollstreckungsrecht, freiwillige Gerichtsbarkeit, Ausschreibungsrecht, Geschichte und Organisation der Gerichtsbarkeit, Rechtsanwaltschaft und des Notariats sowie über Luftfahrtversicherungsrecht hielt. Bis 1933 war er Leiter des Lehrstuhls für Handels- und Wechselrecht. Oft lud er junge Mitarbeiter zu den Seminaren in seinem Arbeitszimmer an der Universität ein. Unter diesen Mitarbeitern waren einige später bekannt gewordene Juristen wie Karol Koranyi, Kazimierz Przybyłowski, Jerzy Sawicki und Stefan Rozmaryn-Kwieciński. 1932–1933 veröffentlichte er einen zweiteiligen Kommentar zur Zivilprozessordnung, 1935 einen Kommentar zum Handelsrecht und 1937 einen Kommentar zum Konkursrecht. Nach dem Einmarsch der Roten Armee in Lemberg und der Reorganisation der Universität hielt er Vorlesungen an der Juristischen Fakultät.
Nach dem deutschen Angriff auf die Sowjetunion und Einmarsch der Wehrmacht in Lemberg am 30. Juni 1941 lehnte er ab, Vorsitzender des Judenrats zu werden. Er wurde von der Universität entlassen und zusammen mit seiner Familie ins Ghetto gebracht. Danach wurde er mit der Familie ins Vernichtungslager Belzec verschleppt, wo er im August 1942 ermordet wurde. Sein Sohn Joachim und sein Enkelkind Leszek sowie seine Schwiegertochter haben den Holocaust überlebt.

## Das Tagebuch
Später fand man das Lvov ghetto diary, das Allerhand im Ghetto von Lemberg verfasst hatte. Es wurde 2003 von seinem Enkel in Polen veröffentlicht.